# Ясський національний театр імені Василе Александрі
Ясський національний театр імені Василе Александрі  — найстаріший в Румунії  театральний заклад. Розташований у м. Ясси в будівлі, котра зведена за проектом архітектурного бюро Фельнер & Гельмер у стилі бароко. Сучасну будівлю театру було урочисто відкрито 1 грудня 1896 року. З 1956 року театру було присвоєно ім’я драматурга Василе Александрі.